# 卡氏絲隆頭魚
卡氏絲隆頭魚，又稱卡氏絲鰭鸚鯛，為輻鰭魚綱鱸形目隆頭魚亞目隆頭魚科的其中一種，分布於西北太平洋的日本海域，棲息深度20-40公尺，體長可達7.5公分，棲息在珊瑚礁，生活習性不明。

## 擴展閱讀
維基物種上的相關：卡氏絲隆頭魚